# Ramsès II (pièce de théâtre)
Pour le pharaon, voir Ramsès II.
Ramsès II est une pièce de théâtre de Sébastien Thiéry créée en 2017 au théâtre des Bouffes-Parisiens.

## Argument
Jean et Élisabeth vont recevoir leur fille, Bénédicte, et son mari, Matthieu, qui rentrent d'un voyage en Égypte. Matthieu arrive seul et a un comportement très étrange...

## Distribution (2017)
- François Berléand : Jean
- Évelyne Buyle : Élisabeth
- Éric Elmosnino : Matthieu
- Élise Diamant : Bénédicte

## Accueil
Brigitte Hernandez pour Le Point qualifie la pièce de « pyramide folle », pleine d'humour « absurde ».